# Playa de Los Lances
La playa de Los Lances es una playa situada en el término municipal de Tarifa, en la comarca del Campo de Gibraltar (provincia de Cádiz, Andalucía, España). Con una longitud de 7250 metros desde la Punta de La Peña hasta la Punta de Tarifa y una anchura media de 120 metros suelen diferenciarse en ella dos zonas: Los Lances Norte,
con una playa poco urbanizada y alejada de grandes núcleos de población, y Los Lances Sur,
muy próxima a la ciudad de Tarifa y con una extensa ocupación humana. La separación entre ambas zonas de la playa tiene lugar por el río Jara. Esta playa es una de las preferidas para la práctica del Kitesurf y otros deportes similares, por lo que cuenta con amplias instalaciones para los usuarios.

## Conservación
El entorno natural de la playa se encuentra muy deteriorado por la presencia humana, a pesar de encontrarse protegido dentro del paraje natural playa de los Lances y dentro del parque natural del Estrecho. Los valores naturales de la playa son inferiores a los de otras de la zona debido principalmente a que el sistema dunar presente se encuentra muy degradado por el continuo tránsito de personas y el uso como aparcamiento de gran parte de las dunas secundarias. En la zona sur la duna está delimitada y separada de la carretera por un cordón de pinos piñoneros de repoblación que debían impedir el avance de las arenas sobre la carretera. Esta barrera ha provocado, sin embargo, un deterioro constante en el sistema al reducir la capacidad de expansión dunar. La zona norte se encuentra aún peor conservada, las urbanizaciones presentes y los vertidos de éstas a los arroyos cercanos han provocado la desaparición de numerosas especies y la pérdida de la dinámica de las dunas.

## Turismo
Pese a todo lo anterior, el turismo es con diferencia la principal fuente de riqueza del municipio, que no era un destino turístico por la casi permanente presencia de vientos fuertes difícilmente tolerables en las playas. Fue precisamente la práctica de deportes de vela, windsurf y kitesurf, la que ha convertido con los años a Tarifa en un destino de primer nivel para un turismo que no es estacional, sino permanente, con los beneficios que ello conlleva, además de una promoción mundial de valor incalculable.